# Sepsis macrochaetophora
Sepsis macrochaetophora är en tvåvingeart som beskrevs av Oswald Duda 1926. Sepsis macrochaetophora ingår i släktet Sepsis och familjen svängflugor. Inga underarter finns listade i Catalogue of Life.